# Coppa del Generalissimo 1950 (hockey su pista)
La Coppa del Generalissimo 1950 è stata la 7ª edizione della principale coppa nazionale spagnola di hockey su pista. Il torneo ha avuto luogo dal 19 marzo al 2 aprile 1950.
Il trofeo è stato vinto dal CP Barcellona per la prima volta nella sua storia superando in finale il Reus Deportiu.

## Squadre qualificate
- CP Barcellona
- Espanyol
- Girona

- Reus Deportiu
- Reus Ploms
- Sabadell

## Risultati

### Quarti di finale
Le gare di andata furono disputate il 19 marzo; le gare di ritorno furono disputate il 28 marzo 1950.
| Squadra 1     | Totale | Squadra 2     | Andata | Ritorno |
| ------------- | ------ | ------------- | ------ | ------- |
| Reus Deportiu | 6 - 4  | Reus Ploms    | 5 - 4  | 1 - 0   |
| Sabadell      | 5 - 7  | CP Barcellona | 2 - 2  | 3 - 5   |

### Semifinali
| Squadra 1      | Risultato | Squadra 2 |
| -------------- | --------- | --------- |
| 1º aprile 1950 |           |           |
| CP Barcellona  | 3 - 1     | Girona    |
| Reus Deportiu  | 2 - 1     | Espanyol  |

### Finale
| Barcellona 2 aprile 1950 | CP Barcellona | 5 – 2 | Reus Deportiu |  |